# Атапуерка
Атапуерка (на испански: Atapuerca) е малък град в провинция Бургос, Кастилия и Леон, Испания. По данни от 1 януари 2017 г., Атапуерка има население от 181 души. Общата територия е 24,34 km2.
В близост се намират аргхеологическите разкопки в планините Атапуерка.